# Melanimon
Melanimon  (лат.) — род жесткокрылых из семейства чернотелок.

## Описание
Средние и задние голени узкие, на вершине едва расширены. Передние голени широко треугольные. Стернит переднегруди с отростком, на вершине которого имеется окаймлённый шип.

## Систематика
В составе рода два вида:
- Melanimon inermus Picka, 1983
- Melanimon tibiale (Fabricius, 1781)

## Распространение
Встречается Европе, Сибири и Средней Азии.